# Maison de la rue des Avocats
La maison de la rue des Avocats est un hôtel particulier du XVIIe siècle, situé à Châtillon-sur-Seine, dans le département français de la Côte-d'Or, construit et occupé par les baillis de la ville.

## Localisation
L’édifice se trouve à Châtillon-sur-Seine (Côte-d'Or), à l'angle de la rue des Avocats et de la rue du Congrès, où il jouxte l'hôtel du Congrès.

## Histoire
Comme l'attestent l’année 1646 et les armoiries inscrites sur le puits, l’édifice est construit XVIIe siècle pour Edme Rémond, avocat du roi au bailliage de Châtillon, ou Claude, lieutenant général du bailliage et député du tiers aux états de Bourgogne.
À la veille de la Révolution, l'hôtel est occupé par le seigneur de Rocheprise, lieutenant général du bailliage, et ses deux fils, Pierre Joseph Rosalie de Bruère, conseiller au Parlement de Bourgogne, et Hector Joseph de Bruère de Vaurois (1769-1838), maire et député de Châtillon sous l'Empire.
L’édifice est inscrit aux Monuments historiques par arrêté du 14 décembre 1987.

## Architecture
L'hôtel, bâti en pierre du Châtillonnais et enduit, est constitué de plusieurs corps de bâtiments d’un étage avec combles répartis autour de deux cours accessibles de la rue par une porte cochère ornée de losanges, pilastres et cartouche.
La couverture du très haut toit est en tuiles plates.